# Улица Андропова (Ярославль)
Улица Андропова (бывшая Ростовская улица, Екатерининская улица, Крестьянская улица) — улица в историческом центре города Ярославля. Лежит между Которосльной набережной и улицей Трефолева. Нумерация домов ведётся от Которосльной набережной.

## История
Улица была спроектирована по регулярному плану 1778 года и названа Ростовской по городу Ростову Ярославской губернии. Проходила внутри Земляного города параллельно западной крепостной стене от Воскресенской до Варваринской улицы. Регулярный план гармонично вписывал шедевры ярославских зодчих предыдущих веков в новую застройку: перспективу Ростовской улицы с одной стороны замыкал вид на здание Дворянской гимназии (бывшее здание воеводской канцелярии), с другой — вид на церковь Казанской Богоматери. Позже к Ростовской была присоединена короткая улочка, проходящая от Воскресенской улицы к церкви Спаса на Городу.
В 1780-х вдоль улицы, на участке от Воскресенской до Сретенской улицы, были возведены торговые ряды Старого гостиного двора. В 1793 году на месте Дворянской гимназии было выстроено здание Главного народного училища. В 1821 году в противоположном створе улицы была возведена 60-метровая колокольня Казанского монастыря. В 1820—1823 годы на участке от Рождественской до Угличской улицы был выстроен комплекс зданий Мытного двора по проекту архитектора Петра Панькова (разрушен в 1980 году).
В 1892 году по проекту архитектора Николая Поздеева на территории Мытного двора (в створе Сретенской улицы) была возведена часовня во имя Александра Невского.
В 1897 году улица была названа Екатерининской в связи со столетием со дня смерти Екатерины II, которая бывала при посещении Ярославля в Доме призрения ближнего, расположенном на этой улице, также благодаря которой Ярославль получил регулярный план застройки.
В 1918 году после захвата власти в Ярославле большевиками Екатерининская улица была переименована в Крестьянскую. При артиллерийском обстреле города Красной армией в июле 1918 года сильно пострадали здание Благородного пансиона и колокольня Казанского монастыря; через 10 лет колокольню окончательно разрушили.
В 1980 году для освобождения места под строительство нового здания для обкома КПСС был снесён ансамбль зданий Мытного двора. Вдоль улицы перед зданием обкома разбили сквер с фонтанами. Советское руководство предпринимало также попытки снести часовню Александра Невского, но это вызвало большой общественный резонанс и часовня сохранилась.
11 марта 1984 года по случаю смерти главы СССР Юрия Андропова (1914—1984) улицу переименовали в улицу Андропова.

## Здания и сооружения
- № 1 — 422 военный госпиталь Минобороны. Бывший дом Благородного пансиона. Построен в 1843 году[3]
- № 3 — 422 военный госпиталь Минобороны. Бывшее здание Главного народного училища, построенное в 1793 году на месте здания воеводской канцелярии, в котором в 1770—1780-х годах размещалась Дворянская гимназия. В 1812—1853 годах в нём размещалась Губернская гимназия. В 1886 году перестроено по проекту архитектора Николая Поздеева и стало Спасскими казармами. С 1943 года — Ярославский военный гарнизонный госпиталь[4][5]
- № 5 — Департамент городского хозяйства мэрии города Ярославля. Бывшая гостиница «Царьград». Здание построено в 1780-е, перестроено в 1901 году[6]
- № 6 — Мэрия Ярославля. Бывший дом вице-губернатора и здание Губернской земской управы. Возведёно в 1780-е годы[7]
- № 7 — Отдел по ЧС, ГО и обеспечению противопожарной безопасности мэрии города Ярославля
- № 8 — Часовня Александра Невского. Построена в 1892 году в русском стиле.
- № 9 — Департамент финансов мэрии Ярославля. Бывшее торговый дом Вахрамеева. Построен в конце XVIII века, перестроен в начале XX века[8][9]
- № 10 — Корпус № 2 ЯрГУ имени П. Г. Демидова, в котором размещаются физический факультет и приемная комиссия. Бывший Екатерининский дом призрения ближнего. Построен в 1780-х годах по проекту архитектора И. М. Левенгагена.
- № 15 — Комитет по транспорту и связи
- № 17 — Управление по физической культуре и спорту мэрии города Ярославля
- № 23 — Бывший трактир и гостиница «Столбы»[10]
- № 25 — Бывшая гостиница «Бристоль». Здание построено в 1810-е годы, перестроено в 1910 году по проекту архитектора Г. В. Саренко в стиле позднего рационального модерна с элементами неоклассицизма.
- № 27 — Бывшее здание Казанской аптеки. 2-этажное здание построено в 1903—1904 годах, в 2000 году встроено 4-этажный жилой дом[11]

- Военный госпиталь (№ 1)
- Департамент городского хозяйства (№ 5)
- Мэрия Ярославля (№ 6)
- Департамент финансов (№ 9)
- Корпус № 2 ЯрГУ (№ 10)
- Офисное здание (№ 25)